# Axayacatl
Axayacatl (?–1481) var en aztekisk tlatoani eller härskare 1469–1481. Hans namn betyder på nahuatl ”vattenansikte”. Lät bland annat uppföra den så kallade Solstenen, ett monument med en aztekisk kalendern.
Han var son till Atotoztli II, Moctezuma I:s dotter, och bror till sina efterföljare Auítzotl och sin företrädare Tízoc.